# Książę Wellington

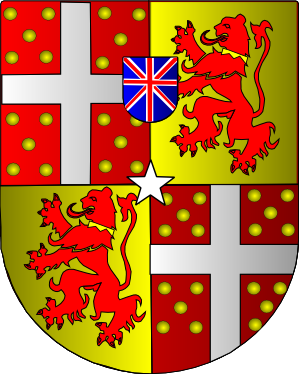
Herb książąt Wellington

Książę Wellington – tytuł nadany po raz pierwszy w 1814 roku Arthurowi Wellesleyowi, 1. markizowi Wellington, za jego zwycięstwo w walkach z wojskami napoleońskimi w Hiszpanii i Portugalii.
- Dodatkowymi tytułami księcia Wellington są:
  - markiz Wellington
  - markiz Douro
  - hrabia Wellington
  - wicehrabia Wellington
  - baron Douro.

- W 1863 Arthur Wellesley, 2. książę Wellington, odziedziczył tytuł hrabiego Mornington i jego dodatkowe tytuły wicehrabiego Wellesley i barona Mornington.

- Książęta Wellington posiadają również zagraniczne godności parowskie:
  - książę Waterloo (Holandia)
  - książę de Ciudad Rodrigo (grand Hiszpanii)
  - książę Zwycięstwa, markiz de Torres Vedras, hrabia de Vimeiro (Portugalia).

- Obecną siedzibą książąt Wellington jest Stratfield Saye niedaleko Basingstoke w hrabstwie Hampshire. Historyczna siedziba Wellingtonów, Apsley House w Londynie, jest obecnie w posiadaniu English Heritage, ale członkowie rodziny książęcej mają tam jeszcze własne apartamenty.
- Najstarszy syn księcia Wellington nosi tytuł markiza Douro.
- Najstarszy syn markiza Douro nosi tytuł hrabiego Mornington.
- Najstarszy syn hrabiego Mornington nosi tytuł wicehrabiego Wellesley.

## Książęta Wellington 1. kreacji (parostwo Zjednoczonego Królestwa)
- 1814–1852: Arthur Wellesley, 1. książę Wellington
- 1852–1884: Arthur Richard Wellesley, 2. książę Wellington
- 1884–1900: Henry Wellesley (3. książę Wellington)
- 1900–1934: Arthur Charles Wellesley, 4. książę Wellington
- 1934–1941: Arthur Charles Wellesley, 5. książę Wellington
- 1941–1943: Henry Valerian George Wellesley, 6. książę Wellington
- 1943–1972: Gerald Wellesley
- 1972–2014: Arthur Valerian Wellesley, 8. książę Wellington
- od 2014: Arthur Charles Valerian Wellesley, 9 książę Wellington

Najstarszy syn 9. księcia Wellington: Arthur Gerald Wellesley, markiz Duoro